# 1772

## أحداث
- تأسيس مدينة آبرناويك وتقع حاليا في جرينلاند.
- 26 مارس: تأسيس مدينة بورتو أليغري وتقع حاليا في البرازيل.
- 12 فبراير - المستكشف الفرنسي إيف جوزيف دي كيرغولين تريماريك يكتشف جزر كيرغولين غير المأهولة في البحار الجنوبية.

## مواليد
- دافيد ريكاردو
- شارل فورييه
- صامويل تايلر كولريدج
- وليام هنري كابيل

## وفيات
- إمانول سفيدنبوري